# 求礼口站
求禮口站（：／ Guryegu yeok */?）是慶全線沿線的一座鐵路車站，位于韓國全羅南道順天市黃田面，有KTX、ITX-新村、無窮花號及南道海洋列車停靠。

## 車站結構
站體為2面4線的雙島式月台。

### 月台配置
| ↑ 谷城          |
| ６５ \| ４３ \| |
| 順天 ↓          |

| 月台 | 路線   | 目的地                                |
| ---- | ------ | ------------------------------------- |
| 4    | 全羅線 | 往 順天、麗川、麗水世博會方向         |
| 5    | 全羅線 | 往 益山、龍山、幸信、西大田、首爾方向 |

## 历史
- 1936年12月16日：落成使用。

## 相鄰車站
韓國鐵道公社
全羅線
鴨綠－求禮口－鳳德